# NGC 4881
NGC 4881 è una galassia ellittica situata a circa 352 milioni di anni luce in direzione della costellazione della Chioma di Berenice.  Fa parte delle galassie dell'Ammasso della Chioma.  NGC 4881 fu scoperta da Heinrich Louis d'Arrest nel 1865.
Nel 1994, il Telescopio spaziale Hubble ha scattato immagini di NGC 4881 e dell'Ammasso della Chioma.